# Ekaterina Chomjakova
Ekaterina Vladimirovna Chomjakova (in russo Екатерина Владимировна Хомякова?; traslitterazione anglosassone Ekaterina Khomyakova; Obninsk, 11 agosto 1987) è una giocatrice di beach volley russa.

## Biografia
Ha debuttato nel circuito professionistico internazionale il 30 giugno 2008 a Mosca, in Russia, in coppia con Daria Yarzutkina piazzandosi in 41ª posizione. Il 22 luglio 2012 ha ottenuto la sua prima ed unica vittoria in una tappa del World tour a Klagenfurt, in Austria, insieme a Evgenija Ukolova.
Ha preso parte all'edizione dei Giochi olimpici di Londra 2012 dove si è classificata al nono posto con Evgenija Ukolova.
Ha preso parte altresì a due edizioni dei campionati mondiali ottenendo come miglior risultato il nono posto a Stare Jabłonki 2013 con Evgenija Ukolova.

## Palmarès

### World tour
- 3 podi: 1 primo posto, 1 secondo posto e 1 terzo posto

#### World tour - vittorie
| Data           | Località   | Nazione | in coppia con    |
| -------------- | ---------- | ------- | ---------------- |
| 22 luglio 2011 | Klagenfurt | Austria | Evgenija Ukolova |